# Lijst van filmtetralogieën
Hieronder staat een alfabetische lijst van filmtetralogieën.

## Legenda
- (TV) = televisiefilm
- (V) = direct-naar-video

## Lijst
- Airport
  1. Airport (1970)
  2. Airport 1975 (1974)
  3. Airport '77 (1977)
  4. The Concorde ... Airport '79 (1979)

- Batman
  1. Batman (1989)
  2. Batman Returns (1992)
  3. Batman Forever (1995)
  4. Batman & Robin (1997)

- Critters
  1. Critters (1986)
  2. Critters 2: The Main Course (1988)
  3. Critters 3 (1991)
  4. Critters 4 (1991) (V)

- The Crow
  1. The Crow (1994)
  2. The Crow: City of Angels (1996)
  3. The Crow: Salvation (2000)
  4. The Crow: Wicked Prayer (2005)

- Dirty Dozen
  1. The Dirty Dozen (1967)
  2. The Dirty Dozen: The Next Mission (1985) (TV)
  3. The Dirty Dozen: The Deadly Mission (1987) (TV)
  4. The Dirty Dozen: The Fatal Mission (1988) (TV)

- The Exorcist
  1. The Exorcist (1973)
  2. Exorcist II: The Heretic (1977)
  3. The Exorcist III (1990)
  4. Exorcist: The Beginning (2004) (prequel)

- Halloweentown
  1. Halloweentown (1998) (TV)
  2. Halloweentown II: Kalabar's Revenge (2001) (TV)
  3. Halloweentown High (2004) (TV)
  4. Return to Halloweentown (2006) (TV)

- The Hunger Games
  1. The Hunger Games (2012)
  2. The Hunger Games: Catching Fire (2013)
  3. The Hunger Games: Mockingjay - Part 1 (2014)
  4. The Hunger Games: Mockingjay - Part 2 (2015)

- Indiana Jones
  1. Raiders of the Lost Ark (1981)
  2. Indiana Jones and the Temple of Doom (1984) (prequel)
  3. Indiana Jones and the Last Crusade (1989)
  4. Indiana Jones and the Kingdom of the Crystal Skull (2008)

- Jaws
  1. Jaws (1975)
  2. Jaws 2 (1978)
  3. Jaws 3-D (1983)
  4. Jaws: The Revenge (1987)

- Jurassic Park
  1. Jurassic Park (1993)
  2. The Lost World: Jurassic Park (1997)
  3. Jurassic Park III (2001)
  4. Jurassic World (2015)

- Lethal Weapon
  1. Lethal Weapon (1987)
  2. Lethal Weapon 2 (1989)
  3. Lethal Weapon 3 (1992)
  4. Lethal Weapon 4 (1998)

- The Mummy
  1. The Mummy (1959)
  2. The Curse of the Mummy's Tomb (1964)
  3. The Mummy's Shroud (1966)
  4. Blood from the Mummy's Tomb (1971)

- The Omen
  1. The Omen (1976)
  2. Damien: Omen II (1978)
  3. Omen III: The Final Conflict (1981)
  4. Omen IV: The Awakening (1991) (TV)

- Rambo
  1. Rambo: First Blood (1982)
  2. Rambo: First Blood Part II (1985)
  3. Rambo III (1988)
  4. Rambo (2008)

- Revenge of the Nerds
  1. Revenge of the Nerds (1984)
  2. Revenge of the Nerds II: Nerds in Paradise (1987)
  3. Revenge of the Nerds III: The Next Generation (1992) (TV)
  4. Revenge of the Nerds IV: Nerds in Love (1994) (TV)

- Ringu
  1. Ringu (1998)
  2. Rasen (1998)
  3. Ringu 2 (1999)
  4. Ringu 0: Birthday (2000)

- Shrek
  1. Shrek (2001)
  2. Shrek 2 (2004)
  3. Shrek the Third (2007)
  4. Shrek Forever After (2010)

- Sinbad
  1. The 7th Voyage of Sinbad (1958)
  2. The Golden Voyage of Sinbad (1973)
  3. Sinbad and the Eye of the Tiger (1977)
  4. Sinbad: The Fifth Voyage (2014)

- Species
  1. Species (1995)
  2. Species II (1998)
  3. Species III (2004)
  4. Species: Awakening (2007)

- Taxi
  1. Taxi (1998)
  2. Taxi 2 (2000)
  3. Taxi 3 (2002)
  4. Taxi 4 (2007)

- Tremors
  1. Tremors  (1990)
  2. Tremors 2: Aftershocks (1996)
  3. Tremors 3: Back to Perfection (2001)
  4. Tremors 4: The Legend Begins (2004)

- Toy Story
  1. Toy Story (1995)
  2. Toy Story 2 (1999)
  3. Toy Story 3 (2010)
  4. Toy Story 4 (2019)

- Wishmaster
  1. Wishmaster (1997)
  2. Wishmaster 2: Evil Never Dies (1999) (V)
  3. Wishmaster 3: Beyond the Gates of Hell (2001) (V)
  4. Wishmaster 4: The Prophecy Fulfilled (2002) (V)